# سرنگ مشترک
سرنگ مشترک عملی است که در آن مواد مخدر با استفاده از یک سرنگ مشترک بین افراد تزریق می‌شود. استفاده از سرنگ مشترک به دلیل انتقال خون میان افراد، باعث انتقال بیماری نیز خواهد شد.
بین سال‌های ۱۹۳۳ تا ۱۹۴۳ پلاسمودیوم فالسیپاروم به همین روش در میان افراد در نیویورک گسترش پیدا کرد.
برنامه تعویض سرنگ از سیاست‌های کاهش آسیب است که در به هر فرد سرنگ جداگانه‌ای داده می‌شود.
بیماری های بسیاری از جمله اچ‌آی‌وی و سیفلیس از این طریق بین افراد منتقل می‌شوند.